# 鹹蛋
鹹蛋（シエンタン、中国語: 鹹蛋（簡体字: 咸蛋）、xiándàn）とは、中国、香港、台湾、東南アジアで広く作られているアヒルなどの塩漬け卵。発酵食として、また調味料の代わりとして中国の家庭料理の食材の一つとなっている。

## 概要
塩水に生卵を浸し、時折かき混ぜながら1ヶ月程度寝かせて造る。多くは茹でて、ゆで卵状態にして、粥などと共に食べるが、生食する場合もある。黄身を満月に見立てて月餅の中に入れることも多い。塩気が強いので、料理の調味料代わりに使われることもある。
一般にアヒルの卵で作った「鹹鴨蛋」（シエンヤータン）が多いが、ニワトリで作った「鹹鶏蛋」（シエンジータン）など、他の鳥の卵でも作られている。

## 名称
中国では、他に「鹹鶏子児」(河北省。ニワトリのもの)、「腌鶏蛋」(河北省。ニワトリのもの)、「鹹白果」（河北省承徳市）、「鹹卵」(福建省)、「鹹鴨卵」（福建省。アヒルのもの）、「塩蛋」（四川省）などの言い方がある。
ベトナムではホヴィムォイ（核鴨酶 hột vịt muối）、フィリピンではイトログ・ナ・マアラト（itlog na maalat）、タイ、ラオスではカイケム（ไข่เค็ม ໄຂ່ເຄັມ khai kem）、インドネシアではテルル・アシン（telur asin）と呼ばれる。

## 派生義
- 香港の広東語では「去賣鹹鴨蛋」(鹹蛋を売りに行く)という表現を、死ぬという意味の俗語としている。
- 香港ではウルトラマンの目が似ているとして、ウルトラマンを俗に「鹹蛋超人」と呼ぶ。